# Five Nights at Freddy's: Security Breach
Five Nights at Freddy's: Security Breach (afgekort: FNaF: SB of Five Nights at Freddy's 9) is een open wereld survival horrorspel ontwikkeld door Steel Wool Studios en ScottGames.
Het spel is het negende deel van de computerspelserie Five Nights at Freddy's en verschilt van de eerdere delen in de reeks door het gebruik van free roaming in plaats van slechts beperkt te blijven tot één locatie.
In juli 2023 werd er gratis downloadbare content met de naam Ruin uitgebracht. Dit speelt zich af op dezelfde locatie en niet lang na de gebeurtenissen van het basisspel.

## Plot
Five Nights at Freddy's: Security Breach speelt zich af in de 'Pizzaplex' (voluit: 'Mega Pizzaplex'), een enorm, modern complex met verschillende restaurants en attracties. De uithangborden van het complex zijn de animatronics, dit zijn robots die dieren voorstellen, ze hebben allevier een glamrock-kledingstijl die afstamt uit de jaren 1980.
In het spel speelt men als Gregory, een (vermoedelijk 12-jarige) jongen die 's nachts in de Pizzaplex is achtergebleven. Met de hulp van Freddy probeert hij uit de handen te blijven van de animatronics en Vanessa, de (vermoedelijk 23-jarige) hoofdbewaker, om zo 's morgens om 6 uur te kunnen ontsnappen. Gregory blijft er echter niet bij dat hij moet ontsnappen, hij is ook van plan de andere animatronics gedeeltelijk te ontmantelen om Freddy te upgraden, omdat ze achter hem aan zitten. Freddy ziet dit niet zitten en spreekt Gregory streng toe met als bericht dat hij zich moet schamen en dat het ontmantelen telt als vals spelen. Gregory laat echter niet los en upgradet Freddy met Chica's snavel, Roxy's ogen en Monty's klauwen. Na iedere ontmanteling vraagt Freddy bezorgd of zijn vrienden in orde zijn. In Ruin, de DLC, speelt men als Cassie, een (vermoedelijk 10-jarig) meisje dat verdwaald raakt in de ruïne die de Pizzaplex zo langzamerhand is geworden (door de brand na de evenementen van het basisspel) en ondertussen Gregory moet bevrijden. Roxy ziet Cassie aan voor Gregory (omdat ze nog steeds haar ogen kwijt is en nog geen nieuwe heeft gekregen), wanneer ze merkt dat dit Gregory niet is, verontschuldigt ze zich en wordt duidelijk gemaakt dat de relatie tussen Roxy en Cassie vergelijkbaar is met die van Freddy en Gregory.

### Animatronics
The Glamrocks geven muzikale optredens, hebben hun eigen attractie in de Mega Pizzaplex en entertainen kinderen tijdens hun bezoek.
| Mascotte                 | Diersoort | Attractie Attractietype           | Instrument |
| ------------------------ | --------- | --------------------------------- | ---------- |
| Freddy Fazbear           | Beer      | Fazer Blast Simulator             | Leadzang   |
| Chica the Chicken        | Kip       | Mazercise Doolhof                 | Gitaar     |
| Roxanne "Roxy" Wolf      | Wolf      | Roxy Raceway Kartbaan             | Keytar     |
| Montgomery "Monty" Gator | Alligator | Monty's Gator Golf Midgetgolfbaan | Basgitaar  |

Andere animatronics zijn Eclipse/The Daycare Attendant, een animatronic met een Sun- en een Moon-kant; DJ Music Man en Mini Music Men, één reusachtige en meerdere kleine versies van Music Man uit Freddy Fazbear's Pizzeria Simulator; en de S.T.A.F.F.-Bots, hoewel sommigen slecht zijn en sommigen goedaardig, hebben ze allemaal een jumpscare. 

### Stemverdeling
- Kellen Goff als Glamrock Freddy en Eclipse.
- Heather Masters als Glamrock Chica en Vanessa.
- Marta Svetek als Roxanne Wolf, Gregory en Vanny.
- Cameron Miller als Montgomery Gator.
- Astrid Wong-Searby als Cassie.
- De stemmen van alle S.T.A.F.F.-Bots zijn gemaakt met AI.
- Overige stemmen werden ingesproken door o.a. Andy Field, Michella Moss, Matthew Curtis, Matt Ellis en Scott Cawthon.[1]

## Trivia
- In een gearchiveerd artikel in het spel wordt duidelijk gemaakt dat Freddy en Chica in dit spel ongeveer 190-195 cm lang zijn, in alle vorige spellen zijn ze (volgens een internetforum) ongeveer 180-185 cm.
- De animatronics in dit spel zijn realistischer ontworpen dan de animatronics uit de vorige FNaF-spellen. Roxy en Monty hebben bijvoorbeeld kapsels die aanvoelen als echt haar en in het merendeel van de vorige spellen werden de animatronics bezeten door zielen van overleden kinderen. In dit spel zijn alle robots volledig op zichzelf en hebben ze allemaal een veilige modus en doen ze zich oncontroleerbaar voor doordat hun 'slechte' programmering in handen is van William Afton, de belangrijkste antagonist van de FNaF-franchise.
- Als Monty de speler aanvalt, is vanuit het third-person-perspectief te zien dat hij gebruikmaakt van de death roll, een techniek waarbij hij al rollend aanvalt om de speler tegen de grond te werken. Krokodillen en alligators vallen hun prooi in het echt ook op deze manier aan.
- Hoewel Roxy in veel optredens enkel als keytarist verschijnt, wordt in de DLC Ruin bekendgemaakt dat ze ook als zangeres kan fungeren, aangezien ze, naast Freddy, de enige animatronic is die het verjaardagslied Happy Fazbear Birthday heeft gezongen. Het is onbekend of Chica en Monty ook als zangers kunnen fungeren.
- Geannuleerde animatronics zijn Bonnie the Bunny en Foxy the Pirate Fox, de andere twee personages uit Five Nights at Freddy's 1 die, net als Freddy en Chica, zouden verschijnen in glamrock-vorm. Hoewel Glamrock Bonnie en Glamrock Foxy niet fysiek in het spel voorkomen, worden ze enkele keren vermeld door Freddy. Bonnie zou de eerste bassist van The Glamrocks worden, voor Monty, maar Bonnie verdween op mysterieuze wijze en is later defect geraakt. Foxy zou (in tegenstelling tot in de vorige spellen) nu ook in een band spelen (in dit geval eerst als accordeonist en later als keytarist), maar omdat Scott Cawthon al sinds het ontstaan van de franchise het idee had voor een wolf-animatronic, werd hij vervangen door Roxy. 
  - Security Breach zou het eerste FNaF-spel worden waarin Mangle, een animatronic uit Five Nights at Freddy's 2, wordt geïllustreerd als een vrouwelijk personage, in alle vorige spellen werd dit personage geïllustreerd als een onzijdig personage.
  - Mr. Hippo en Happy Frog, twee leden van The Mediocre Melodies, zijn te zien in een krantenartikel in het spel. The Mediocre Melodies is een animatronic-band uit Five Nights at Freddy's: Sister Location, gecreëerd door Henry Emily, een voormalig concurrent van William Afton.